# Kwas bursztynowy
Kwas bursztynowy, kwas butanodiowy – związek organiczny z grupy kwasów dikarboksylowych. Jest rozpuszczalny w wodzie, etanolu i eterze. Dość powszechnie występuje w przyrodzie, jest obecny w większości owoców i warzyw. Stanowi produkt pośredni w cyklu Krebsa.

## Otrzymywanie
W przemyśle jest otrzymywany przez uwodornienie kwasu maleinowego według reakcji:
C
2H
2(COOH)
2 + H
2 → C
2H
4(COOH)
2

## Zastosowanie
Jest stosowany głównie do produkcji pochodnych (bezwodnik bursztynowy, imid kwasu bursztynowego, NBS). W przemyśle spożywczym jako regulator kwasowości i wzmacniacz smaku (jako dodatek do żywności E363).